# Анна Ольденбург-Дельменгорстська
Анна Ольденбург-Дельменгорстська (нім. Anna von Oldenburg und Delmenhorst, 3 квітня 1539 — 25 серпня 1579) — німецька аристократка XVI століття, донька графа Ольденбурзького та Дельменгорстського Антона I та принцеси Саксен-Лауенбурзької Софії, дружина першого графа Шварцбург-Зондерсгаузену Йоганна Ґюнтера I.

## Біографія
Народилась 3 квітня 1539 року. Була другою дитиною та другою донькою в родині графа Ольденбургу та Дельменгорсту Антона I та його дружини Софії Саксен-Лауенбурзької. Мала старшу сестру Катерину. Згодом у неї з'явилися молодші брати Йоганн, Крістіан та Антон і сестра Клара. Батько правив землями разом зі старшими братами.
У віці 26 років стала дружиною 33-річного графа Шварцбургу Йоганна Ґюнтера I. Весілля пройшло 16 лютого 1666 у Дельменгорсті. Наречений правив графством разом із трьома своїми братами. У подружжя народилося дванадцятеро дітей:
У 1671 році її чоловік поділив землі Шварцбургу з братами, і, обравши Зондерсгаузен своєї резиденцією, став графом Шварцбург-Зондерсгаузену. Йоганна Ґюнтера вважали зразком правителя і сім'янина через його благочестя та любов до справедливості.
Анна померла за два дні після народження меншої доньки, 25 серпня 1579 року. Була похована у крипті церкви Святого Андреаса у Зондерсгаузені.

## Родина

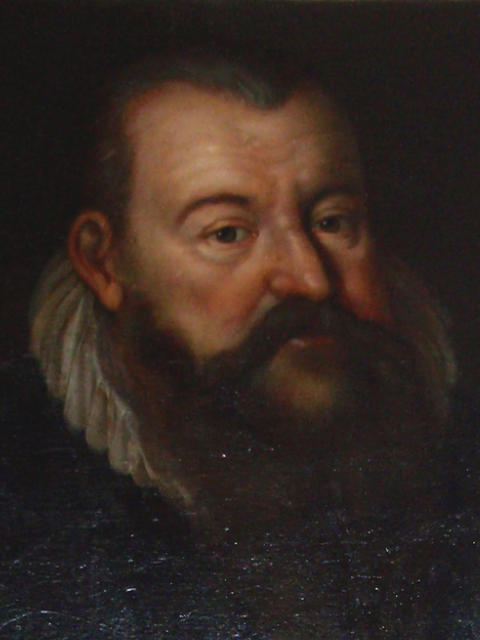
Портрет Йоганна Ґюнтера I

Чоловік — Йоган Ґюнтер I, граф Шварцбургу
Діти:
- Урсула (23 березня—18 вересня 1568) — близнючка Софії Єлизавети, прожила півроку;
- Софія Єлизавета (1568—1621) — близнючка Урсули, одружена не була, дітей не мала;
- Клара (1569—1539) — одружена не була, дітей не мала;
- Ґюнтер (1570—1643) — граф Шварцбург-Зондерсгаузену у 1593—1643 роках, одруженим не був, дітей не мав;
- Антон Генріх (1571—1638) — граф Шварцбург-Зондерсгаузену у 1594—1638 роках, одруженим не був, мав позашлюбного сина;
- Катерина (1572—1626) — деканіса Герфордського монастиря;
- Сабіна (1573—1628) — одружена не була, дітей не мала;
- Анна (1574—1640) — одружена не була, дітей не мала;
- Марія (1576—1577) — прожила 1 рік;
- Йоганн Ґюнтер (1577—1631) — граф Шварцбург-Зондерсгаузену у 1599—1631 роках, одруженим не був, дітей не мав;
- Крістіан Ґюнтер (1578—1642) — граф Шварцбург-Зондерсгаузену у 1599—1642 роках, був одружений з графинею Шварцбург-Рудольштадтською Анною Сибіллою, мав дев'ятеро дітей;
- Доротея (1579—1639) — дружина герцога Шлезвіг-Гольштейн-Зондербургу Александра, мала одинадцятеро дітей.